# Кебрен
Кебрен (др.-греч. Κεβρήν) — в древнегреческой мифологии — бог одноименной реки, текущей близ Трои. Сын бога Океана и Тефии.
Его дочерьми были нимфы Астеропа (она же Гесперия) — возлюбленная Эсака, и Энона — возлюбленная и первая жена Париса. Его называют прорицателем. Он насмехался над Эноной.